# Myxilla incrustans
Myxilla incrustans är en svampdjursart som först beskrevs av Johnston 1842.  Myxilla incrustans ingår i släktet Myxilla och familjen Myxillidae. Arten är reproducerande i Sverige.

## Underarter
Arten delas in i följande underarter:
- M. i. cylindrica
- M. i. gigantea
- M. i. viscosa